# Gaspar Melchor de Jovellanos
Pour les articles homonymes, voir Jovellanos.
Gaspar Melchor de Jovellanos, né le 5 janvier 1744 à Gijón et mort le 27 novembre 1811 à Puerto de Vega, est un homme d'État et écrivain espagnol.

## Biographie et œuvre
D’une famille noble et considérée, il fut préparé par de fortes études à la carrière ecclésiastique, reçut les ordres mineurs, puis obtint une place d’alcade à l’audience de Séville. Ce fut à cette époque qu’il composa sa comédie El delincuente honrado (Le Coupable honnête), qui eut un grand succès, et sa tragédie classique Pelayo o La muerte de Munuza (Pelayo ou La Mort de Munuza).
Il traduisit, en outre, le premier livre du Paradis perdu de Milton et fit paraître des pièces lyriques et satiriques sous le titre d’Ocios juveniles (Loisirs juvéniles).
Se tournant ensuite vers les affaires publiques, il étudia la politique, l’histoire et l’économie politique et rédigea un Informe sobre la ley agraria (Traité de la Loi agraire), qui étendit sa réputation hors de l’Espagne. Il écrivit également Carta a Alexander Jardine (Lettre à Alexander Jardine) dans laquelle il fait part de son obsession pour la valeur du temps (carrière politique et activité publique très chargées) et relate les faits de la révolution française. Jovellanos était en faveur de réformes mais de manière progressive et non pas brusque ou violente. « Ilustrado » (intellectuel des Lumières espagnoles), il était en faveur du libéralisme et de la libre circulation des produits.
Au milieu des vicissitudes de la vie politique, tour à tour porté aux premiers rôles et disgracié, il a soutenu sa réputation d’écrivain en publiant : Memoria a sus compatriotas en defensa de la Junta Central (Mémoire à ses compatriotes pour la défense des membres de la junte centrale, La Corogne, 1811, in-4°) ; puis des traités sur l’Éducation publique, sur l’Architecture, sur les Spectacles publics et leur origine en Espagne ; des études littéraires, des éloges historiques, notamment celui de Charles III. Ses Œuvres complètes ont été insérées dans la collection Rivadeneyra par Cándido Nocedal (Madrid, 1858-1859, 2 vol. grand in-8°).